# Nicolas Wyrouboff
Nicolas Wyrouboff, né le 7 février 1915 à Orel (Russie) et mort le 13 août 2009 à Paris, est un Compagnon de la Libération, vétéran de la 1re division française libre.

## Biographie
Descendant d'une famille d'ancienne noblesse russe, il quitte son pays d'origine en 1924. Sa mère est morte en détention pendant la Révolution, mais son père a pu quitter la Russie.
Arrivé à Paris en mai 1924, il y obtient son baccalauréat et poursuit ses études à l'Université d'Oxford à partir de 1938. Il se trouve donc en Angleterre au moment de la déclaration de guerre mais ne réussit pas à s'engager, étant considéré comme apatride.
Dès l'été 1940, il s'engage dans les Forces françaises libres à Londres sous le faux nom de Fleury. Il participe à la tentative de ralliement de l'AOF à Dakar en septembre 1940 puis, en juin 1941, à la campagne de Syrie. Il est ensuite affecté au QG52, puis, avec le bataillon de marche no 11 (BM11), il fait la guerre du Désert et la campagne de Tunisie. En mai 1944, il est blessé deux fois pendant la campagne d'Italie et évacué sur l'Afrique du Nord. Il rejoint le BM11 en France en septembre 1944 et participe activement à la bataille des Vosges et termine la guerre après la campagne d'Alsace avec le grade de sous-lieutenant.
Démobilisé en 1946, il obtient la nationalité française et travaille ensuite pour l'Organisation internationale pour les réfugiés. En 1953, il épouse Sabine de Noailles, fille d'Henri Antoine Marie de Noailles. Il s'engage en 1961 à la sécurité militaire en Algérie luttant contre l'OAS. En 1963, il devient délégué ministériel aux rapatriés pour la région parisienne dans le secrétariat d'État de François Missoffe.

## Décorations
- Commandeur de la Légion d'honneur[1]
- Compagnon de la Libération[2]
- Croix de guerre 1939-1945 (2 citations)
- Médaille coloniale (avec agrafes)